# Virtus Pallacanestro Bologna 1977-1978

## Roster
| Sinudyne Bologna 1977-78 | Sinudyne Bologna 1977-78 |
| Giocatori                | Staff tecnico            |
| ------------------------ | ------------------------ |

| N. | Naz.                   | Ruolo | Nome                  | Anno | Alt.   | Peso |  |
| -- | ---------------------- | ----- | --------------------- | ---- | ------ | ---- |  |
| 4  | Italia (bandiera)      | P     | Carlo Caglieris       | 1951 | 178 cm |      |  |
| 6  | Italia (bandiera)      | G     | Massimo Antonelli     | 1953 | 196 cm |      |  |
| 7  | Italia (bandiera)      | C     | Alessandro Goti       | 1961 |        |      |  |
| 8  | Stati Uniti (bandiera) | P     | John Roche            | 1949 | 190 cm |      |  |
| 9  | Italia (bandiera)      | A     | Mario Martini         | 1954 | 200 cm |      |  |
| 10 | Italia (bandiera)      | A     | Marco Bonamico        | 1957 | 200 cm |      |  |
| 11 | Italia (bandiera)      | A     | Renato Villalta       | 1955 | 204 cm |      |  |
| 12 | Stati Uniti (bandiera) | C     | Terry Driscoll        | 1947 | 202 cm |      |  |
| 15 | Italia (bandiera)      | A     | Gianni Bertolotti (c) | 1950 | 199 cm |      |  |
|    | Italia (bandiera)      | C     | Mario Porto           | 1959 |        |      |  |
|    | Italia (bandiera)      |       | Marco Pedrotti        | 1956 |        |      |  |
|    | Italia (bandiera)      |       | Marco Baraldi         | 1959 |        |      |  |
|    | Italia (bandiera)      | C     | Ugo Govoni            | 1959 | 205 cm |      |  |

| Allenatore                             |
| Dan Peterson                           |
| Assistente/i                           |
| Ettore Zuccheri Legenda - (C) Capitano |

## Risultati
- Serie A1:
  - prima fase:   3ª classificata prima fase su 12 squadre (17-5)
  - poule finale: 2ª classificata su 4 squadre (3-3)
  - playoff: finalista (3-3)
- Coppa delle Coppe: finalista (6-5)